# Звід пам'яток історії та культури України: Полтавська область. Семенівський район
Звід пам'яток історії та культури України: Полтавська область. Семенівський район — видання у серії публікацій «Звід пам'яток історії та культури України: Полтавська область», про багатство культурно-історичної спадщини, а також про природоохоронні об'єкти, що знаходяться на території Семенівського району Полтавської області.
До книги, окрім вступної статті, вміщена 391 стаття про пам'ятки району, з яких
- 184 присвячені археології,
- 185 − історії,
- 4 − архітектурі,
- 1 − пам'ятці техніки,
- 1 — пам'ятці мистецтва,
- 17 − природоохоронним об'єктам.

| № пп | Населений пункт    | Назва об'єкту | Тип 1       | Тип 2       | Тип 3       |
| ---- | ------------------ | --- | ----------- | ----------- | ----------- |
| 1    | Семенівка, смт     | Дуби черешчаті — ботанічна пам'ятка природи місцевого значення (природа) | природа     |             | дуби        |
| 2    | Семенівка, смт     | Криворудський гідрологічний заказник місцевого значення (природа) | природа     |             |             |
| 3    | Семенівка, смт     | Курганний могильник (археол.) | археологія  |             | курган      |
| 4    | Семенівка, смт     | Братська могила (іст.) | історія     |             | (1941—1945) |
| 5    | Семенівка, смт     | Братська могила військовополонених (іст.) | історія     |             | (1941—1945) |
| 6    | Семенівка, смт     | Братська могила військовополонених, жертв нацизму (іст.) | історія     |             | (1941—1945) |
| 7    | Семенівка, смт     | Братська могила жертв нацизму (іст.) | історія     |             | (1941—1945) |
| 8    | Семенівка, смт     | Братська могила радянських воїнів, партизанів (іст.) | історія     |             | (1941—1945) |
| 9    | Семенівка, смт     | Братська могила радянських воїнів, партизанів, підпільників, жертв нацизму, пам'ятний знак полеглим землякам (іст.) | історія     |             | (1941—1945) |
| 10   | Семенівка, смт     | Будинок Старицьких, нині народний краєзнавчий музей (іст.) | історія     | архітектура |             |
| 11   | Семенівка, смт     | Меморіальна дошка на честь воїнів 1235 стрілецького полку 373-ї стрілецької дивізії, які звільняли селище від гітлерівських загарбників (іст.)                                                                                                   | історія     |             | (1941—1945) |
| 12   | Семенівка, смт     | Місце розстрілу і братська могила жертв нацизму (іст.) | історія     |             | (1941—1945) |
| 13   | Семенівка, смт     | Могила Кізя Василя Дмитровича (іст.) | історія     |             | могила      |
| 14   | Семенівка, смт     | Могила Семенченка Сергія Вікторовича (іст.) | історія     |             | могила      |
| 15   | Семенівка, смт     | Могила Черненка Петра Юхимовича (іст.) | історія     |             | могила      |
| 16   | Семенівка, смт     | Могили (3) підпільників, жертв нацизму (іст.) | історія     |             | (1941—1945) |
| 17   | Семенівка, смт     | Пам'ятний знак Петрову Вадиму Івановичу (іст.) | історія     |             |             |
| 18   | Семенівка, смт     | Пам'ятний знак — трактор «Універсал — 2» (іст.) | історія     | техніка     |             |
| 19   | Семенівка, смт     | Пам'ятний знак учасникам бойових дій в Афганістані (іст.) | історія     |             |             |
| 20   | Семенівка, смт     | Пам'ятний знак учасникам ліквідації аварії на Чорнобильській АЕС (іст.) | історія     |             | ЧАЕС        |
| 21   | Семенівка, смт     | Пам'ятник Ульянову (Леніну) Володимиру Іллічу (іст.) | історія     |             | ленін       |
| 22   | Семенівка, смт     | Пам'ятник Ульянову (Леніну) Володимиру Іллічу (іст.) | історія     |             | ленін       |
| 23   | Семенівка, смт     | Пам'ятник Сухині Івану Архиповичу (іст.) | історія     |             |             |
| 24   | Семенівка, смт     | Пам'ятник Чапаєву Василю Івановичу (іст.) | історія     |             |             |
| 25   | Семенівка, смт     | Пам'ятник Шевченку Тарасу Григоровичу (іст.) | історія     |             | Шевченко    |
| 26   | Байрак, с.         | Братська могила військовополонених, жертв нацизму (іст.) | історія     |             | (1941—1945) |
| 27   | Бакумівка, с.      | Курганний могильник І (археол.) | археологія  |             | курган      |
| 28   | Бакумівка, с.      | Курганний могильник II (археол.) | археологія  |             | курган      |
| 29   | Бакумівка, с.      | Курганний могильник III (археол.) | археологія  |             | курган      |
| 30   | Бакумівка, с.      | Курган І (археол.) | археологія  |             | курган      |
| 31   | Бакумівка, с.      | Курган II (археол.) | археологія  |             | курган      |
| 32   | Бакумівка, с.      | Курган III, майдан (археол.) | археологія  |             | курган      |
| 33   | Бакумівка, с.      | Братська могила радянських воїнів, пам'ятний знак полеглим землякам (іст.) | історія     |             | (1941—1945) |
| 34   | Бакумівка, с.      | Місця поховань жертв Голодомору 1932—1933 рр. (іст.) | історія     |             | (1932—1933) |
| 35   | Бакумівка, с.      | Пам'ятний знак полеглим землякам (іст.) | історія     |             | (1941—1945) |
| 36   | Білогуби, с.       | Кривенківський — ландшафтний заказник місцевого значення (природа) | природа     |             |             |
| 37   | Біляки, с.         | Курганний могильник І, майдани (археол.) | археологія  |             | курган      |
| 38   | Біляки, с.         | Курганний могильник II, майдан (археол.) | археологія  |             | курган      |
| 39   | Біляки, с.         | Братська могила жертв нацизму (іст.) | історія     |             | (1941—1945) |
| 40   | Біляки, с.         | Місце поховання жертв Голодомору 1932—1933 рр. (іст.) | історія     |             | (1932—1933) |
| 41   | Біляки, с.         | Могила сільського активіста Павленка Павла Яковича, жертв нацизму (іст.) | історія     |             | (1941—1945) |
| 42   | Біляки, с.         | Пам'ятний знак полеглим землякам (іст.) | історія     |             | (1941—1945) |
| 43   | Біляки, с.         | Пам'ятник Фрунзе Михайлу Васильовичу (іст.) | історія     |             |             |
| 44   | Богданівка, с.     | Парк Богданівський — ботанічна пам'ятка природи місцевого значення (природа) | природа     |             |             |
| 45   | Богданівка, с.     | Курганний могильник, майдани (археол.) | археологія  |             | курган      |
| 46   | Богданівка, с.     | Курган (археол.) | археологія  |             | курган      |
| 47   | Богданівка, с.     | Братська могила радянських воїнів, пам'ятний знак полеглим землякам (іст.) | історія     |             | (1941—1945) |
| 48   | Богданівка, с.     | Пам'ятний знак жертвам Голодомору 1932—1933 рр. (іст.) | історія     |             | (1932—1933) |
| 49   | Богданівка, с.     | Садиба Ладигіних (іст.) | історія     |             | садиба      |
| 50   | Брусове, с.        | Курганний могильник (археол.) | археологія  |             | курган      |
| 51   | Брусове, с.        | Курган І (археол.) | археологія  |             | курган      |
| 52   | Брусове, с.        | Курган II (археол.) | археологія  |             | курган      |
| 53   | Брусове, с.        | Курган III (археол.) | археологія  |             | курган      |
| 54   | Брусове, с.        | Курган IV (археол.) | археологія  |             | курган      |
| 55   | Брусове, с.        | Курган V (археол.) | археологія  |             | курган      |
| 56   | Брусове, с.        | Майдан (археол.) | археологія  |             | майдан      |
| 57   | Брусове, с.        | Місце поховання жертв Голодомору 1932—1933 рр. (іст.) | історія     |             | (1932—1933) |
| 58   | Брусове, с.        | Могила жертви нацизму Голобородька 0. (іст.) | історія     |             | (1941—1945) |
| 59   | Брусове, с.        | Пам'ятний знак полеглим землякам (іст.) | історія     |             | (1941—1945) |
| 60   | Брусове, с.        | Пам'ятник Ульянову (Леніну) Володимиру Іллічу (іст.) | історія     |             | ленін       |
| 61   | Бурбине, с.        | Курганний могильник І (археол.) | археологія  |             | курган      |
| 62   | Бурбине, с.        | Курганний могильник II (археол.) | археологія  |             | курган      |
| 63   | Бурбине, с.        | Курган (археол.) | археологія  |             | курган      |
| 64   | Бурбине, с.        | Братська могила радянських воїнів, пам'ятний знак полеглим землякам (іст.) | історія     |             | (1941—1945) |
| 65   | Бурімка, с.        | Могила Личковахи Василя Олександровича (іст.) | історія     |             | могила      |
| 66   | Бурімка, с.        | Могили (3) жертв нацизму (іст.) | історія     |             | (1941—1945) |
| 67   | Бурімка, с.        | Пам'ятний знак жертвам Голодомору (іст.) | історія     |             | (1932—1933) |
| 68   | Бурімка, с.        | Пам'ятний знак полеглим землякам (іст.) | історія     |             | (1941—1945) |
| 69   | Бурімка, с.        | Пам'ятник Леніну Володимиру Іллічу (іст.) | історія     |             | ленін       |
| 70   | Василівка, с.      | Курганний могильник (археол.) | археологія  |             | курган      |
| 71   | Василівка, с.      | Курган (археол.) | археологія  |             | курган      |
| 72   | Василівка, с.      | Залишки мечеті чи мавзолею, доба середньовіччя (археол.) | археологія  |             |             |
| 73   | Василівка, с.      | Братська могила радянських воїнів, пам'ятний знак полеглим землякам (іст.) | історія     |             | (1941—1945) |
| 74   | Василівка, с.      | Будинок земської школи (іст.) | історія     | архітектура |             |
| 75   | Василівка, с.      | Місце поховання жертв Голодомору 1932—1933 рр. (іст.) | історія     |             | (1932—1933) |
| 76   | Василівка, с.      | Могила Огари Миколи Григоровича (іст.) | історія     |             | могила      |
| 77   | Василівка, с       | Могила радянського воїна (іст.) | історія     |             | (1941—1945) |
| 78   | Василівка, с       | Пам'ятник Ульянову (Леніну) Володимиру Іллічу (іст.) | історія     |             | ленін       |
| 79   | Великі Липняги, с. | Курганний могильник (археол.) | археологія  |             | курган      |
| 80   | Великі Липняги, с. | Майдан (археол.) | археологія  |             | майдан      |
| 81   | Великі Липняги, с. | Братська могила військовополонених, радянських воїнів (іст.) | історія     |             | (1941—1945) |
| 82   | Великі Липняги, с. | Меморіальний комплекс жертвам нацизму, пам'ятний знак полеглим землякам (іст.) | історія     |             | (1941—1945) |
| 83   | Великі Липняги, с. | Могили жертв нацизму (10), пам'ятний знак полеглим землякам (іст.) | історія     |             | (1941—1945) |
| 84   | Великі Липняги, с. | Курганний могильник І (археол.) | археологія  |             | курган      |
| 85   | Великі Липняги, с. | Курганний могильник II (археол.) | археологія  |             | курган      |
| 86   | Великі Липняги, с. | Курган І (археол.) | археологія  |             | курган      |
| 87   | Великі Липняги, с. | Курган II (археол.) | археологія  |             | курган      |
| 88   | Великі Липняги, с. | Курган III (археол.) | археологія  |             | курган      |
| 89   | Великі Липняги, с. | Курган IV (археол.) | археологія  |             | курган      |
| 90   | Великі Липняги, с. | Майдан (археол.) | археологія  |             | майдан      |
| 91   | Великі Липняги, с. | Братська могила радянських воїнів, пам'ятний знак полеглим землякам (іст.) | історія     |             | (1941—1945) |
| 92   | Великі Липняги, с. | Місця поховання жертв Голодомору 1932—1933 рр. (іст.) | історія     |             | (1932—1933) |
| 93   | Великі Липняги, с. | Могила радянського воїна (іст.) | історія     |             | (1941—1945) |
| 94   | Великі Липняги, с. | Пам'ятник Ульянову (Леніну) Володимиру Іллічу (іст.) | історія     |             | ленін       |
| 95   | Вереміївка, с.     | Курганний могильник (археол.) | археологія  |             | курган      |
| 96   | Вереміївка, с.     | Курган (археол.) | археологія  |             | курган      |
| 97   | Вереміївка, с.     | Майдан І (археол.) | археологія  |             | майдан      |
| 98   | Вереміївка, с.     | Майдан II (археол.) | археологія  |             | майдан      |
| 99   | Вереміївка, с.     | Братська могила радянських воїнів (іст.) | історія     |             | (1941—1945) |
| 100  | Вереміївка, с.     | Братська могила радянських воїнів, пам'ятний знак полеглим землякам (іст.) | історія     |             | (1941—1945) |
| 101  | Вереміївка, с.     | Місце поховання жертв Голодомору 1932—1933 рр. (іст.) | історія     |             | (1932—1933) |
| 102  | Веселий Поділ, с.  | Острів — гідрологічний заказник місцевого значення (природа) | природа     |             |             |
| 103  | Веселий Поділ, с.  | Парк ім Л. І. Глібова — ботанічна пам'ятка природи місцевого значення (природа) | природа     |             |             |
| 104  | Веселий Поділ, с.  | Курганний могильник, майдан (археол.) | археологія  |             | курган      |
| 105  | Веселий Поділ, с.  | Курган І (археол.) | археологія  |             | курган      |
| 106  | Веселий Поділ, с.  | Курган II (археол.) | археологія  |             | курган      |
| 107  | Веселий Поділ, с.  | Курган III (археол.) | археологія  |             | курган      |
| 108  | Веселий Поділ, с.  | Курган IV (археол.) | археологія  |             | курган      |
| 109  | Веселий Поділ, с.  | Майдан (археол.) | археологія  |             | майдан      |
| 110  | Веселий Поділ, с.  | Братські могили (2) жертв нацизму (іст.) | історія     |             | (1941—1945) |
| 111  | Веселий Поділ, с.  | Братські могили (3) радянських воїнів (іст.) | історія     |             | (1941—1945) |
| 112  | Веселий Поділ, с.  | Місця поховань жертв Голодомору 1932—1933 рр. (іст.) | історія     |             | (1932—1933) |
| 113  | Веселий Поділ, с.  | Могила Наухатько (Калієнко) Галини Михайлівни (іст.) | історія     |             | могила      |
| 114  | Веселий Поділ, с.  | Могила псаломщика Миславського Анастасія Івановича (іст.) | історія     |             | могила      |
| 115  | Веселий Поділ, с.  | Могила учасника громадянської війни Михаська Макара Дмитровича (іст.) | історія     |             | могила      |
| 116  | Веселий Поділ, с.  | Пам'ятний знак полеглим землякам (іст.) | історія     |             | (1941—1945) |
| 117  | Веселий Поділ, с.  | Пам'ятник Глібову Леоніду Івановичу (іст.) | історія     |             |             |
| 118  | Веселий Поділ, с.  | Пам'ятник Мічуріну Івану Володимировичу (іст.) | історія     |             |             |
| 119  | Вільне, с.         | Могила Демченко Лідії Олексіївни (іст.) | історія     |             | могила      |
| 120  | Вільне, с.         | Пам'ятний знак полеглим землякам (іст.) | історія     |             | (1941—1945) |
| 121  | Гаївка, с.         | Дві могили радянських воїнів (іст.) | історія     |             | (1941—1945) |
| 122  | Герасимівка, с.    | Курган (археол.) | археологія  |             | курган      |
| 123  | Герасимівка, с.    | Братська могила радянських воїнів (іст.) | історія     |             | (1941—1945) |
| 124  | Герасимівка, с.    | Місця поховання жертв Голодомору 1932—1933 рр. (іст.) | історія     |             | (1932—1933) |
| 125  | Горошине, с.       | Нижньосульський національний природний парк (природа) | природа     |             |             |
| 126  | Горошине, с.       | «Сулинський» — ландшафтний заказник загальнодержавного значення (природа) | природа     |             |             |
| 127  | Горошине, с.       | Дуб черешчатий — ботанічна пам'ятка природи місцевого значення(природа) | природа     |             | дуби        |
| 128  | Горошине, с.       | Залишки літописного «міста» Горошин давньоруського часу (?) (XI—XIII ст.), рештки укріплень козацького містечка Горошино (XVII—XVIII ст.) (археол.)                                                                                              | археологія  |             |             |
| 129  | Горошине, с.       | Курган І (археол.) | археологія  |             | курган      |
| 130  | Горошине, с.       | Курган II (археол.) | археологія  |             | курган      |
| 131  | Горошине, с.       | Курган III (археол.) | археологія  |             | курган      |
| 132  | Горошине, с.       | Курган IV (археол.) | археологія  |             | курган      |
| 133  | Горошине, с.       | Братська могила радянських воїнів (іст.) | історія     |             | (1941—1945) |
| 134  | Горошине, с.       | Братська могила радянських воїнів, пам'ятний знак полеглим землякам (іст.) | історія     |             | (1941—1945) |
| 135  | Горошине, с.       | Маєток Гудим-Левковичів (іст.) | історія     |             | садиба      |
| 136  | Горошине, с.       | Могили жертв війни (3) (іст.) | історія     |             | (1941—1945) |
| 137  | Горошине, с.       | Пам'ятне місце виступу Котляревського Івана Петровича перед козаками при формуванні 5-го козачого полку, 1812 р. (іст.) | історія     |             |             |
| 138  | Горошине, с.       | Пам'ятний знак жертвам війни (іст.) | історія     |             | (1941—1945) |
| 139  | Горошине, с.       | Пам'ятник Енгельсу Фрідріху (іст.) | історія     |             |             |
| 140  | Горошине, с.       | Пам'ятник Котляревському Івану Петровичу (мист.) | мистецтво   |             |             |
| 141  | Горошине, с.       | Братська могила радянських воїнів, пам'ятний знак полеглим землякам (іст.) | історія     |             | (1941—1945) |
| 142  | Грицаї, с.         | «Кононівське» — заповідне урочище місцевого значення (природа) | природа     |             |             |
| 143  | Дем'янівка, с.     | Дуб черешчатий — ботанічна пам'ятка природи місцевого значення. (природа) | природа     |             | дуби        |
| 144  | Дем'янівка, с.     | Поселення, II—IV ст.ст., X—XIII ст.ст. (археол.) | археологія  |             |             |
| 145  | Дем'янівка, с.     | Курган І (археол.) | археологія  |             | курган      |
| 146  | Дем'янівка, с.     | Курган II (археол.) | археологія  |             | курган      |
| 147  | Дем'янівка, с.     | Курган III (археол.) | археологія  |             | курган      |
| 148  | Дем'янівка, с.     | Курган IV (археол.) | археологія  |             | курган      |
| 149  | Дем'янівка, с.     | Курган V (археол.) | археологія  |             | курган      |
| 150  | Дем'янівка, с.     | Курган VI (археол.) | археологія  |             | курган      |
| 151  | Дем'янівка, с.     | Курган VII (археол.) | археологія  |             | курган      |
| 152  | Дем'янівка, с.     | Курган VIII (археол.) | археологія  |             | курган      |
| 153  | Дем'янівка, с.     | Курган IX (археол.) | археологія  |             | курган      |
| 154  | Дем'янівка, с.     | Курган X (археол.) | археологія  |             | курган      |
| 155  | Дем'янівка, с.     | Могила учасника громадянської війни, братська могила радянських воїнів, партизанів, пам'ятний знак полеглим землякам (іст.) | історія     |             | (1941—1945) |
| 156  | Дем'янівка, с.     | Церква в ім'я св. Миколая (Миколаївська церква), могили священиків (іст.) | історія     |             | церква      |
| 157  | Єгорівка, с.       | Курганний могильник (археол.) | археологія  |             | курган      |
| 158  | Рокити, с.         | Курганний могильник (археол.) | археологія  |             | курган      |
| 159  | Рокити, с.         | Майдан І (археол.) | археологія  |             | майдан      |
| 160  | Рокити, с.         | Майдан II (археол.) | археологія  |             | майдан      |
| 161  | Рокити, с.         | Братська могила жертв війни (іст.) | історія     |             | (1941—1945) |
| 162  | Рокити, с.         | Братська могила радянських воїнів, пам'ятний знак полеглим землякам (іст.) | історія     |             | (1941—1945) |
| 163  | Заїчинці, с.       | Заїчинські схили — ботанічна пам'ятка природи місцевого значення (природа) | природа     |             |             |
| 164  | Заїчинці, с.       | Братська могила радянських воїнів, пам'ятний знак полеглим землякам (іст.) | історія     |             | (1941—1945) |
| 165  | Заїчинці, с.       | Будинок земської школи (іст.) | історія     | архітектура |             |
| 166  | Заїчинці, с.       | Місце поховання жертв Голодомору 1932—1933 рр. (іст.) | історія     |             | (1932—1933) |
| 167  | Заїчинці, с.       | Могила жертви нацизму (іст.) | історія     |             | (1941—1945) |
| 168  | Заїчинці, с.       | Могила радянського воїна (іст.) | історія     |             | (1941—1945) |
| 169  | Заїчинці, с.       | Пам'ятник Ульянову (Леніну) Володимиру Іллічу (іст.) | історія     |             | ленін       |
| 170  | Зікранці, с.       | Курган І (археол.) | археологія  |             | курган      |
| 171  | Зікранці, с.       | Курган II (археол.) | археологія  |             | курган      |
| 172  | Зікранці, с.       | Майдан (археол.) | археологія  |             | майдан      |
| 173  | Зікранці, с.       | Пам'ятний знак полеглим землякам (іст.) | історія     |             | (1941—1945) |
| 174  | Іванівка, с.       | Курганний могильник І (археол.) | археологія  |             | курган      |
| 175  | Іванівка, с.       | Курганний могильник II (археол.) | археологія  |             | курган      |
| 176  | Іванівка, с.       | Курганний могильник І Могили Гострої (археол.) | археологія  |             | курган      |
| 177  | Іванівка, с.       | Курган І (археол.) | археологія  |             | курган      |
| 178  | Іванівка, с.       | Курган II (археол.) | археологія  |             | курган      |
| 179  | Іванівка, с.       | Курган III (археол.) | археологія  |             | курган      |
| 180  | Іванівка, с.       | Курган IV (археол.) | археологія  |             | курган      |
| 181  | Іванівка, с.       | Курган V (археол.) | археологія  |             | курган      |
| 182  | Іванівка, с.       | Братська могила жертв нацизму (іст.) | історія     |             | (1941—1945) |
| 183  | Іванівка, с.       | Братська могила радянських воїнів (іст.) | історія     |             | (1941—1945) |
| 184  | Іванівка, с.       | Будинок земської лікарні (іст.) | історія     | архітектура |             |
| 185  | Іванівка, с.       | Місце поховань жертв Голодомору 1932—1933 рр. (іст.) | історія     |             | (1932—1933) |
| 186  | Іванівка, с.       | Могила священика Прихожого Григорія Костянтиновича (іст.) | історія     |             | могила      |
| 187  | Іванівка, с.       | Пам'ятні знаки землякам, які загинули у громадянській і Великій Вітчизняній війнах, жертв нацизму, воїнам, які загинули при звільненні села від гітлерівських загарбників (іст.)                                                                 | історія     |             | (1941—1945) |
| 188  | Іванівка, с.       | Церква в ім'я Святої Живоначальної Трійці (Троїцька церква) (архітектура) | архітектура |             | церква      |
| 189  | Калинівка, с.      | Курганний могильник І (археол.) | археологія  |             | курган      |
| 190  | Калинівка, с.      | Курганний могильник II (археол.) | археологія  |             | курган      |
| 191  | Калинівка, с.      | Курганний могильник III (археол.) | археологія  |             | курган      |
| 192  | Калинівка, с.      | Курганний могильник IV (археол.) | археологія  |             | курган      |
| 193  | Калинівка, с.      | Курган (археол.) | археологія  |             | курган      |
| 194  | Калинівка, с.      | Братська могила радянських воїнів, жертв нацизму, пам'ятний знак полеглим землякам (іст.) | історія     |             | (1941—1945) |
| 195  | Калинівка, с.      | Пам'ятний знак жертвам Голодомору 1932—1933 рр. (іст.) | історія     |             | (1932—1933) |
| 196  | Калинівка, с.      | Пам'ятник Свердлову Якову Михайловичу (іст.) | історія     |             |             |
| 197  | Карпиха, с.        | Курган (археол.) | археологія  |             | курган      |
| 198  | Карпиха, с.        | Братська могила військовополонених (іст.) | історія     |             | (1941—1945) |
| 199  | Крива Руда, с.     | Парк Криворудський — пам'ятка садово — паркового мистецтва місцевого значення (природа) | природа     |             |             |
| 200  | Крива Руда, с.     | Курганний могильник І (археол.) | археологія  |             | курган      |
| 201  | Крива Руда, с.     | Курганний могильник II (археол.) | археологія  |             | курган      |
| 202  | Крива Руда, с.     | Курганний могильник III (археол.) | археологія  |             | курган      |
| 203  | Крива Руда, с.     | Курганний могильник IV (археол.) | археологія  |             | курган      |
| 204  | Крива Руда, с.     | Курганний могильник V (археол.) | археологія  |             | курган      |
| 205  | Крива Руда, с.     | Курганний могильник VI (археол.) | археологія  |             | курган      |
| 206  | Крива Руда, с.     | Курганний могильник VII (археол.) | археологія  |             | курган      |
| 207  | Крива Руда, с.     | Курган І (археол.) | археологія  |             | курган      |
| 208  | Крива Руда, с.     | Курган II (археол.) | археологія  |             | курган      |
| 209  | Крива Руда, с.     | Курган III (археол.) | археологія  |             | курган      |
| 210  | Крива Руда, с.     | Курган IV (археол.) | археологія  |             | курган      |
| 211  | Крива Руда, с.     | Курган V (археол.) | археологія  |             | курган      |
| 212  | Крива Руда, с.     | Курган VI (археол.) | археологія  |             | курган      |
| 213  | Крива Руда, с.     | Курган VII (археол.) | археологія  |             | курган      |
| 214  | Крива Руда, с.     | Курган VIII (археол.) | археологія  |             | курган      |
| 215  | Крива Руда, с.     | Курган IX (археол.) | археологія  |             | курган      |
| 216  | Крива Руда, с.     | Курган X (археол.) | археологія  |             | курган      |
| 217  | Крива Руда, с.     | Курган XI (археол.) | археологія  |             | курган      |
| 218  | Крива Руда, с.     | Курган XII, майдан І (археол.) | археологія  |             | курган      |
| 219  | Крива Руда, с.     | Майдан II (археол.) | археологія  |             | майдан      |
| 220  | Крива Руда, с.     | Майдан III (археол.) | археологія  |             | майдан      |
| 221  | Крива Руда, с.     | Братська могила радянських воїнів (іст.) | історія     |             | (1941—1945) |
| 222  | Крива Руда, с.     | Братська могила учасників громадянської війни, пам'ятний знак полеглим землякам, пам'ятний знак жертвам Голодомору 1932—1933 pp. (іст.) | історія     |             | (1941—1945) |
| 223  | Крива Руда, с.     | Пам'ятне місце розправи над селянами 1906 р. (іст.) | історія     |             |             |
| 224  | Крива Руда, с.     | Пам'ятник Ульянову (Леніну) Володимиру Іллічу (іст.) | історія     |             | ленін       |
| 225  | Кукоби, с.         | Могила радянського воїна (іст.) | історія     |             | (1941—1945) |
| 226  | Лукашівка, с.      | Братська могила радянських воїнів, пам'ятний знак полеглим землякам (іст.) | історія     |             | (1941—1945) |
| 227  | Лукашівка, с.      | Місце загибелі літака (іст.) | історія     |             |             |
| 228  | Малі Липняги, с.   | Братська могила радянських воїнів, пам'ятний знак полеглим землякам (іст.) | історія     |             | (1941—1945) |
| 229  | Малі Липняги, с.   | Місця поховання жертв Голодомору 1932—1933 рр. (іст.) | історія     |             | (1932—1933) |
| 230  | Малі Липняги, с.   | Могила жертв нацизму (іст.) | історія     |             | (1941—1945) |
| 231  | Малі Липняги, с.   | Пам'ятний знак жертвам Голодомору 1932—1933 рр. (іст.) | історія     |             | (1932—1933) |
| 232  | Матвіївка, с.      | Матвіївна І. Поселення доби ранньої бронзи, селище черняхівської культури (археол.) | археологія  |             |             |
| 233  | Матвіївка, с.      | Братська могила радянських воїнів, пам'ятний знак полеглим землякам (іст.) | історія     |             | (1941—1945) |
| 234  | Матвіївка, с.      | Місця поховання жертв Голодомору 1932—1933 рр. (іст.) | історія     |             | (1932—1933) |
| 235  | Мирони, с.         | Курганний могильник (археол.) | археологія  |             | курган      |
| 236  | Мирони, с.         | Курган І (археол.) | археологія  |             | курган      |
| 237  | Мирони, с.         | Курган II (археол.) | археологія  |             | курган      |
| 238  | Мирони, с.         | Курган III (археол.) | археологія  |             | курган      |
| 239  | Мирони, с.         | Майдан (археол.) | археологія  |             | майдан      |
| 240  | Мирони, с.         | Братська могила радянських воїнів, пам'ятний знак полеглим землякам (іст.) | історія     |             | (1941—1945) |
| 241  | Наріжжя, с.        | Курганний могильник (археол.) | археологія  |             | курган      |
| 242  | Наріжжя, с.        | Курган І (археол.) | археологія  |             | курган      |
| 243  | Наріжжя, с.        | Курган II (археол.) | археологія  |             | курган      |
| 244  | Наріжжя, с.        | Курган III (археол.) | археологія  |             | курган      |
| 245  | Наріжжя, с.        | Курган IV (археол.) | археологія  |             | курган      |
| 246  | Наріжжя, с.        | Курган V (археол.) | археологія  |             | курган      |
| 247  | Наріжжя, с.        | Майдан (археол.) | археологія  |             | майдан      |
| 248  | Наріжжя, с.        | Братська могила радянських воїнів, пам'ятний знак полеглим землякам (іст.) | історія     |             | (1941—1945) |
| 249  | Наріжжя, с.        | Місця поховань жертв Голодомору 1932—1933 р. (іст.) | історія     |             | (1932—1933) |
| 250  | Наталенки, с.      | Солоне — гідрологічний заказник загальнодержавного значення(природа) | природа     |             |             |
| 251  | Наталенки, с.      | Братська могила підпільників (іст.) | історія     |             | (1941—1945) |
| 252  | Нова Петрівка, с.  | Курган І (археол.) | археологія  |             | курган      |
| 253  | Нова Петрівка, с.  | Курган II (археол.) | археологія  |             | курган      |
| 254  | Нова Петрівка, с.  | Пам'ятний знак полеглим землякам (іст.) | історія     |             | (1941—1945) |
| 255  | Новий Калкаїв, с.  | Курганний могильник І, майдан (археол.) | археологія  |             | курган      |
| 256  | Новий Калкаїв, с.  | Курганний могильник II (археол.) | археологія  |             | курган      |
| 257  | Новий Калкаїв, с.  | Курганний могильник III (археол.) | археологія  |             | курган      |
| 258  | Новий Калкаїв, с.  | Курган (археол.) | археологія  |             | курган      |
| 259  | Новий Калкаїв, с.  | Братська могила радянських воїнів, пам'ятний знак полеглим землякам,.(іст.) | історія     |             | (1941—1945) |
| 260  | Новий Калкаїв, с.  | Місця поховання жертв Голодомору 1932 - 1933 рр. (іст.) | історія     |             | (1932—1933) |
| 261  | Новоселиця, с.     | Курганний могильник І (археол.) | археологія  |             | курган      |
| 262  | Новоселиця, с.     | Курганний могильник II (археол.) | археологія  |             | курган      |
| 263  | Новоселиця, с.     | Курган І (археол.) | археологія  |             | курган      |
| 264  | Новоселиця, с.     | Курган II (археол.) | археологія  |             | курган      |
| 265  | Новоселиця, с.     | Курган III (археол.) | археологія  |             | курган      |
| 266  | Новоселиця, с.     | Курган IV (археол.) | археологія  |             | курган      |
| 267  | Новоселиця, с.     | Братська могила радянських воїнів, пам'ятний знак полеглим землякам (іст.) | історія     |             | (1941—1945) |
| 268  | Новоселиця, с.     | Могила Киричка Сергія Дмитровича (іст.) | історія     |             | могила      |
| 269  | Новоселиця, с.     | Пам'ятний знак жертвам Голодомору 1932—1933 рр. (іст.) | історія     |             | (1932—1933) |
| 270  | Новоселиця, с.     | Церква (архітектура) | архітектура |             | церква      |
| 271  | Оболонь, с.        | Гракове — гідрологічний заказник загальнодержавного значення(природа) | природа     |             |             |
| 272  | Оболонь, с.        | Курганний могильник І Могили Гострої (археол.) | археологія  |             | курган      |
| 273  | Оболонь, с.        | Курганний могильник II (археол.) | археологія  |             | курган      |
| 274  | Оболонь, с.        | Курганний могильник III (археол.) | археологія  |             | курган      |
| 275  | Оболонь, с.        | Курганний могильник IV (археол.) | археологія  |             | курган      |
| 276  | Оболонь, с.        | Курганний могильник V «Могили Покидька» (археол.) | археологія  |             | курган      |
| 277  | Оболонь, с.        | Курган І (археол.) | археологія  |             | курган      |
| 278  | Оболонь, с.        | Курган II (археол.) | археологія  |             | курган      |
| 279  | Оболонь, с.        | Курган III, майдан І (археол.) | археологія  |             | курган      |
| 280  | Оболонь, с.        | Майдан II (археол.) | археологія  |             | майдан      |
| 281  | Оболонь, с.        | Братські могили (2) радянських воїнів, підпільників, жертв нацизму, пам'ятний знак полеглим землякам (іст.) | історія     |             | (1941—1945) |
| 282  | Оболонь, с.        | Будинок, в якому народився і жив Позен Леонід Володимирович (іст.) | історія     |             |             |
| 283  | Оболонь, с.        | Будинок земської лікарні (іст.) | історія     | архітектура |             |
| 284  | Оболонь, с.        | Будинок земської школи (іст.) | історія     | архітектура |             |
| 285  | Оболонь, с.        | Місця поховання жертв Голодомору 1932 - 1933 рр. (іст.) | історія     |             | (1932—1933) |
| 286  | Оболонь, с.        | Місця поховання жертв Голодомору 1932—1933 рр. (іст.) | історія     |             | (1932—1933) |
| 287  | Оболонь, с.        | Могила жертв нацизму (іст.) | історія     |             | (1941—1945) |
| 288  | Оболонь, с.        | Могила підпільника Бєлова Миколи Павловича (іст.) | історія     |             | (1941—1945) |
| 289  | Оболонь, с.        | Могили жертв нацизму (9) (іст.) | історія     |             | (1941—1945) |
| 290  | Оболонь, с.        | Могили радянських воїнів (3). Братська могила жертв нацизму (іст.) | історія     |             | (1941—1945) |
| 291  | Оболонь, с.        | Пам'ятник Ульянову (Леніну) Володимиру Іллічу (іст.) | історія     |             | ленін       |
| 292  | Очеретувате, с.    | Лубкове — гідрологічний заказник місцевого значення (природа) | природа     |             |             |
| 293  | Очеретувате, с.    | Майдан, (археол.) | археологія  |             | майдан      |
| 294  | Очеретувате, с.    | Братська могила радянських воїнів, військовополонених, підпільників, пам'ятний знак полеглим землякам (іст.) | історія     |             | (1941—1945) |
| 295  | Очеретувате, с.    | Курган Слави, Поле Героїв (іст.) | історія     |             | (1941—1945) |
| 296  | Очеретувате, с.    | Місце бою радянських воїнів з гітлерівськими загарбниками (іст.) | історія     |             | (1941—1945) |
| 297  | Очеретувате, с.    | Місце поховання жертв Голодомору 1932—1933 рр., пам'ятний знак жертвам політичних репресій 1937—1938 рр. (іст.) | історія     |             | (1932—1933) |
| 298  | Очеретувате, с.    | Місце поховання жертв Голодомору 1932—1933 рр., пам'ятний знак жертвам політичних репресій 1937—1938 рр. (іст.) | історія     |             | (1932—1933) |
| 299  | Очеретувате, с.    | Могила підпільників Вовка Івана Івановича та Вовка Олександра Івановича (іст.) | історія     |             | (1941—1945) |
| 300  | Очеретувате, с.    | Пам'ятник Ульянову (Леніну) Володимиру Іллічу (іст.) | історія     |             | ленін       |
| 301  | Очеретувате, с.    | Церква в ім'я Святої Живоначальної Трійці. Могила настоятеля церкви Олександра Неминущого (арх.) | архітектура |             | церква      |
| 302  | Паніванівка, с.    | Курган І (археол.) | археологія  |             | курган      |
| 303  | Паніванівка, с.    | Курган II (археол.) | археологія  |             | курган      |
| 304  | Паніванівка, с.    | Курган III (археол.) | археологія  |             | курган      |
| 305  | Паніванівка, с.    | Братська могила радянських воїнів, пам'ятний знак полеглим землякам (іст.) | історія     |             | (1941—1945) |
| 306  | Паніванівка, с.    | Могила Колісника Миколи Герасимовича (іст.) | історія     |             | могила      |
| 307  | Паніванівка, с.    | Могила Мазанько Анастасії Свиридівни (іст.) | історія     |             | могила      |
| 308  | Паніванівка, с.    | Могила радянського воїна (іст.) | історія     |             | (1941—1945) |
| 309  | Погребняки, с.     | Курганний могильник (археол.) | археологія  |             | курган      |
| 310  | Погребняки, с.     | Курган І (археол.) | археологія  |             | курган      |
| 311  | Погребняки, с.     | Курган II (археол.) | археологія  |             | курган      |
| 312  | Погребняки, с.     | Курган III (археол.) | археологія  |             | курган      |
| 313  | Погребняки, с.     | Курган IV (археол.) | археологія  |             | курган      |
| 314  | Погребняки, с.     | Майдан І (археол.) | археологія  |             | майдан      |
| 315  | Погребняки, с.     | Майдан II (археол.) | археологія  |             | майдан      |
| 316  | Погребняки, с.     | Братська могила радянських воїнів, пам'ятний знак полеглим землякам, загиблим у І Світову, Громадянську, Велику Вітчизняну війни, підпільникам, жертвам Голодомору 1932—1933 рр., політичних репресій, учаснику бойових дій в Афганістані (іст.) | історія     |             | (1941—1945) |
| 317  | Погребняки, с.     | Місце садиби родини Гладких (іст.) | історія     |             | садиба      |
| 318  | Погребняки, с.     | Місця поховання жертв Голодомору 1932—1933 рр. (іст.) | історія     |             | (1932—1933) |
| 319  | Погребняки, с.     | Могила Гладкого Іллі Петровича (іст.) | історія     |             | могила      |
| 320  | Погребняки, с.     | Могила Овчаренка Тимофія Андрійовича (іст.) | історія     |             | могила      |
| 321  | Погребняки, с.     | Могила Семенова Анатолія Васильовича (іст.) | історія     |             | могила      |
| 322  | Погребняки, с.     | Пам'ятник Ульянову (Леніну) Володимиру Іллічу (іст.) | історія     |             | ленін       |
| 323  | Поділ, с.          | Курганний могильник І (археол.) | археологія  |             | курган      |
| 324  | Поділ, с.          | Курганний могильник II (археол.) | археологія  |             | курган      |
| 325  | Поділ, с.          | Курган (археол.) | археологія  |             | курган      |
| 326  | Пузирі, с.         | Курганний могильник І (археол.) | археологія  |             | курган      |
| 327  | Пузирі, с.         | Пам'ятний знак полеглим землякам (іст.) | історія     |             | (1941—1945) |
| 328  | Пузирі, с.         | Місця поховання жертв Голодомору 1932—1933 рр. (іст.) | історія     |             | (1932—1933) |
| 329  | Середине, с.       | Курганний могильник І (археол.) | археологія  |             | курган      |
| 330  | Слюзівка, с.       | Пам'ятний знак полеглим землякам (іст.) | історія     |             | (1941—1945) |
| 331  | Сотницьке, с.      | Могили (3) жертв нацизму (іст.) | історія     |             | (1941—1945) |
| 332  | Старий Калкаїв, с. | Братська могила радянських воїнів, пам'ятний знак полеглим землякам (іст.) | історія     |             | (1941—1945) |
| 333  | Степанівка, с.     | Курган І (археол.) | археологія  |             | курган      |
| 334  | Степанівка, с.     | Курган II (археол.) | археологія  |             | курган      |
| 335  | Степанівка, с.     | Курган III, майдан І (археол.) | археологія  |             | курган      |
| 336  | Степанівка, с.     | Майдан II (археол.) | археологія  |             | майдан      |
| 337  | Степанівка, с.     | Майдан III «Могила Маслачка» (Маслячка, Маслачиха) (археол.) | археологія  |             | майдан      |
| 338  | Степанівка, с.     | Братська могила радянських воїнів, пам'ятний знак полеглим землякам радянсько-фінської та Великої Вітчизняної воєн (іст.) | історія     |             | (1941—1945) |
| 339  | Степанівка, с.     | Церква в ім'я святого архидиякона Стефана (архітектура) | архітектура |             | церква      |
| 340  | Степове, с.        | Могила Рудика Арсенія Гавриловича (іст.) | історія     |             | могила      |
| 341  | Строкачі, с.       | Курган (археол.) | археологія  |             | курган      |
| 342  | Строкачі, с.       | Братська могила радянських воїнів пам'ятний знак полеглим землякам (іст.) | історія     |             | (1941—1945) |
| 343  | Строкачі, с.       | Місця поховання жертв Голодомору 1932 - 1933 рр. (іст.) | історія     |             | (1932—1933) |
| 344  | Тарасівка, с.      | Братські могили (2) радянських воїнів, (іст.) | історія     |             | (1941—1945) |
| 345  | Товсте, с.         | Курганний могильник І (археол.) | археологія  |             | курган      |
| 346  | Товсте, с.         | Курганний могильник II (археол.) | археологія  |             | курган      |
| 347  | Товсте, с.         | Курган І (археол.) | археологія  |             | курган      |
| 348  | Товсте, с.         | Курган II (археол.) | археологія  |             | курган      |
| 349  | Товсте, с.         | Братська і одиночна могили радянських воїнів, жертв нацизму, пам'ятний знак полеглим землякам (іст.) | історія     |             | (1941—1945) |
| 350  | Товсте, с.         | Братська могила радянських воїнів (іст.) | історія     |             | (1941—1945) |
| 351  | Товсте, с.         | Будинок земської школи (іст.) | історія     | архітектура |             |
| 352  | Тукали, с.         | Курган І (археол.) | археологія  |             | курган      |
| 353  | Тукали, с.         | Курган II (археол.) | археологія  |             | курган      |
| 354  | Тукали, с.         | Курган III (археол.) | археологія  |             | курган      |
| 355  | Тукали, с.         | Курган IV (археол.) | археологія  |             | курган      |
| 356  | Тукали, с.         | Братська могила радянських воїнів, пам'ятний знак полеглим землякам (іст.) | історія     |             | (1941—1945) |
| 357  | Тукали, с.         | Могила Головка Миколи Петровича (іст.) | історія     |             | могила      |
| 358  | Тукали, с.         | Пам'ятник Дзержинському Феліксу Едмундовичу (іст.) | історія     |             |             |
| 359  | Устимівка, с.      | Курганний могильник (археол.) | археологія  |             | курган      |
| 360  | Устимівка, с.      | Курган І (археол.) | археологія  |             | курган      |
| 361  | Устимівка, с.      | Курган II (археол.) | археологія  |             | курган      |
| 362  | Устимівка, с.      | Курган III (археол.) | археологія  |             | курган      |
| 363  | Устимівка, с.      | Курган IV (археол.) | археологія  |             | курган      |
| 364  | Устимівка, с.      | Курган V (археол.) | археологія  |             | курган      |
| 365  | Устимівка, с.      | Курган VI (археол.) | археологія  |             | курган      |
| 366  | Устимівка, с.      | Братська могила військовополонених, радянських воїнів, пам'ятний знак полеглим землякам (іст.) | історія     |             | (1941—1945) |
| 367  | Устимівка, с.      | Братська могила жертв нацизму (іст.) | історія     |             | (1941—1945) |
| 368  | Устимівка, с.      | Місця поховань жертв Голодомору 1932—1933 рр. (іст.) | історія     |             | (1932—1933) |
| 369  | Устимівка, с.      | Могила Кузьменко Марі Федорівни (іст.) | історія     |             | могила      |
| 370  | Устимівка, с.      | Пам'ятний знак жертвам Голодомору 1932—1933 рр. (іст.) | історія     |             | (1932—1933) |
| 371  | Устимівка, с.      | Пам'ятник Шевченку Тарасу Григоровичу (іст.) | історія     |             | Шевченко    |
| 372  | Худоліївка, с.     | Рогозів куток — гідрологічний заказник загальнодержавного значення (природа) | природа     |             |             |
| 373  | Худоліївка, с.     | Курган І (археол.) | археологія  |             | курган      |
| 374  | Худоліївка, с.     | Курган II (археол.) | археологія  |             | курган      |
| 375  | Худоліївка, с.     | Курган III (археол.) | археологія  |             | курган      |
| 376  | Худоліївка, с.     | Курган IV (археол.) | археологія  |             | курган      |
| 377  | Худоліївка, с.     | Будинок земської школи (іст.) | історія     | архітектура |             |
| 378  | Худоліївка, с.     | Будинок лікарні (іст.) | історія     | архітектура |             |
| 379  | Худоліївка, с.     | Місце поховання жертв Голодомору 1932—1933 рр. (іст.) | історія     |             | (1932—1933) |
| 380  | Худоліївка, с.     | Місця поховань жертв Голодомору 1932—1933 рр. (іст.) | історія     |             | (1932—1933) |
| 381  | Худоліївка, с.     | Пам'ятний знак полеглим землякам (іст.) | історія     |             | (1941—1945) |
| 382  | Худоліївка, с.     | Церква в ім'я Святого Архистратига Господнього Михаїла (Архістратиго-Михайлівська церква), могили священиків (6) (архітектура) | архітектура |             | церква      |
| 383  | Чапаєвка, с.       | Курган І (археол.) | археологія  |             | курган      |
| 384  | Чапаєвка, с.       | Курган II (археол.) | археологія  |             | курган      |
| 385  | Чапаєвка, с.       | Курган III (археол.) | археологія  |             | курган      |
| 386  | Чаплинці, с.       | Пам'ятний знак жертвам Голодомору 1932—1933 рр., пам'ятний знак полеглим землякам (іст.) | історія     |             | (1932—1933) |
| 387  | Чаплинці, с.       | Пам'ятний знак полеглим землякам (іст.) | історія     |             | (1941—1945) |
| 388  | Червоний Лиман, с. | Курган (археол.) | археологія  |             | курган      |
| 389  | Шепелівка, с.      | Курган І (археол.) | археологія  |             | курган      |
| 390  | Шепелівка, с.      | Курган II (археол.) | археологія  |             | курган      |
| 391  | Шепелівка, с.      | Курган III (археол.) | археологія  |             | курган      |